# Jorien Voorhuis
Jorien Johanna Maria Voorhuis (ur. 26 sierpnia 1984 w Hengelo) – holenderska łyżwiarka szybka, dwukrotna medalistka mistrzostw świata.

## Kariera
Pierwszy sukces w karierze Jorien Voorhuis osiągnęła w 2003 roku, kiedy wspólnie z Maaike Head oraz Mariską Huisman zdobyła złoty medal w biegu drużynowym podczas mistrzostw świata juniorów w Kushiro. Wynik ten Holenderki z Voorhuis w składzie powtórzyły na rozgrywanych rok później mistrzostwach świata juniorów w Roseville. W kategorii seniorek pierwszy medal zdobyła w 2009 roku, razem z Renate Groenewold i Ireen Wüst zajmując drugie miejsce w drużynie na dystansowych mistrzostwach świata w Richmond. Na tych samych mistrzostwach była czwarta na dystansie 3000 m, przegrywając walkę o medal z Kristiną Groves z Kanady. Podczas rozgrywanych dwa lata później dystansowych mistrzostwach świata w Inzell była trzecia w biegu na 1500 m. W zawodach tych wyprzedziły ją jedynie Ireen Wüst i Diane Valkenburg. Była też między innymi piąta podczas wielobojowych mistrzostw świata w Hamar w 2009 roku. Tylko raz stanęła na podium indywidualnych zawodów Pucharu Świata: 5 marca 2011 roku w Heerenveen była trzecia w biegu na 3000 m. Najlepsze wyniki osiągnęła w sezonie 2013/2014, kiedy była piąta w klasyfikacji końcowej 3000/5000 m. W 2010 roku wystąpiła na igrzyskach olimpijskich w Vancouver, zajmując szóste miejsce w drużynie oraz dziesiąte na dystansie 5000 m.